# エルヴィン・ヨハネス・ボヴィーン

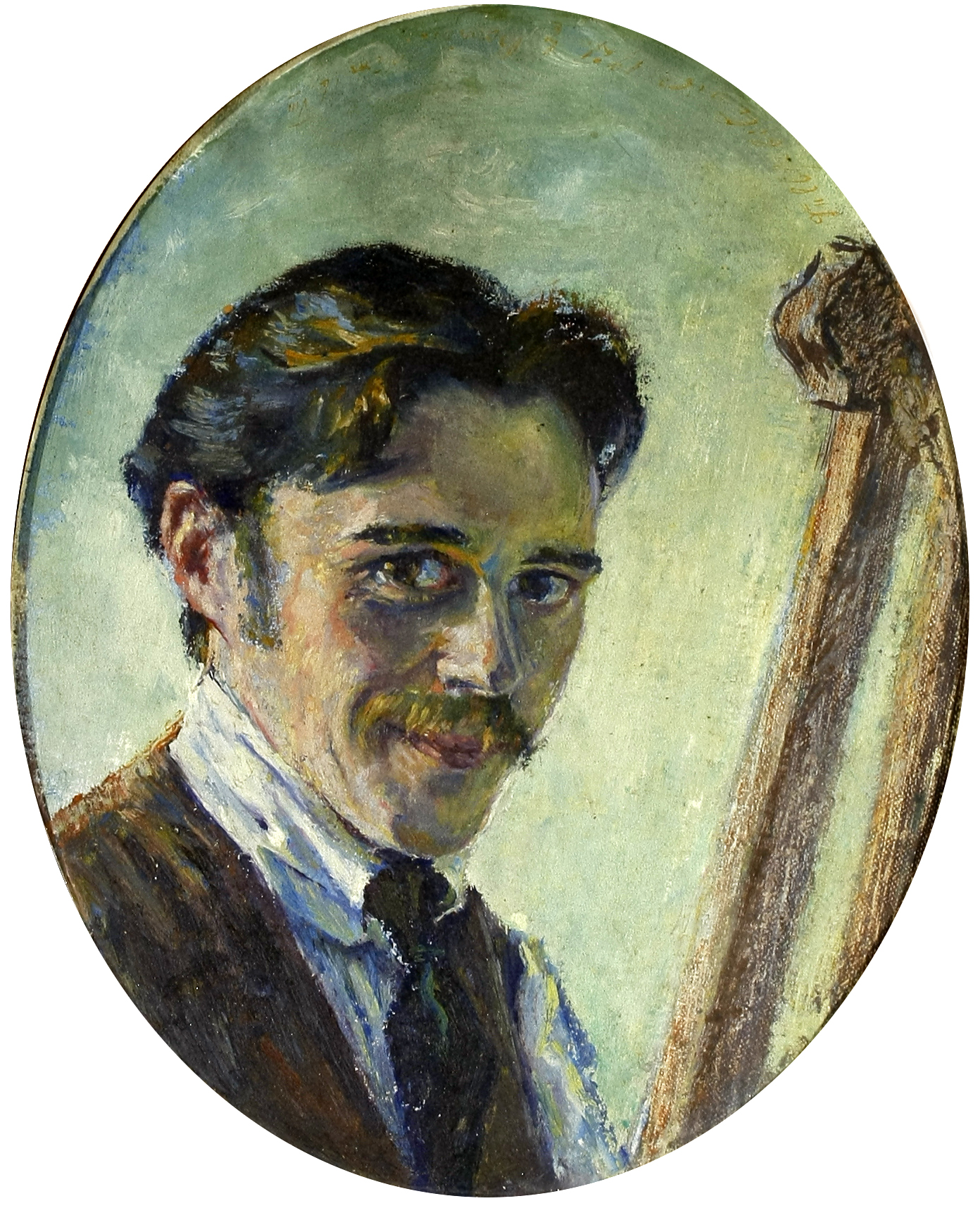
エルヴィン・ボヴィーン - 1920年代の自画像

エルヴィン・ヨハネス・ボヴィーン（ドイツ語：Erwin Johannes Bowien，1899年9月3日 - 1972年12月3日）は、ドイツの画家、作家、詩人。

## 生い立ち
エルヴィン・ボヴィーンは、建築技師でのちノルトライン＝ヴェストファーレン州のヴァイル・アム・ラインのライン港組合営業取締役を勤めたエーリッヒ・ボヴィーンとその妻アンナ-マリアを両親に生まれた。アンナ-マリアは旧姓ノイフェルド、東プロイセンのエルビング出身。エルヴィンはベルリン-シャルロッテンブルク区で、のちにスイスのヌーシャテルで育った。ボヴィーンはエリック・ティボウと親交を結び 、彼の助力で1948年第二次世界大戦後、ボヴィーンのスイスへの再入国が可能になった。
彼の最初の芸術教育はヌーシャテルの美術工芸学校で、ウィリアム・ラシンに師事した。スイスのチョコレート製造業者カール・ルス-スシャードは若きボヴィーンに次々注文し、多くの絵画を買い上げた。
ドイツ国民としてボヴィーンは１８歳の誕生日に召集され、1917~1918年盗聴部隊の通訳者として第一次世界大戦で兵役に就いた。この時期に彼はとりわけアルゴンヌの森の戦線をスケッチや水彩画に描いた。1919年ハノーファーで除隊。
終戦後ボヴィーンは、ハノーファーの美術工芸学校の夜間部へ通った。 1920－1921年ミュンヘン国立芸術アカデミー在学中、ロベルト・エンゲルス教授に師事。続いて1922年ドレスデン芸術アカデミーに在籍しリヒャルト・ミュラー教授 に師事した。引き続き図画教師の資格を取るためベルリン・シェーネベルク国立美術学校でフィリップ・フランクの元で学び、またオスカー・フィッシェルの美術史の授業を受けた。1923年図工教師資格試験をデュッセルドルフで受験。翌年以降数年、カッセル、アーヘン、ハンブルク、リューベック、カールスルーエ、フライブルク・イン・ブライスガウ、バーゼル、ケーニッヒスベルクそしてヒルデスハイム、さらにプラハ、ウィーンへ（1928年）、また北イタリア（1929年）へと画業の旅を続けた。
1925年から1932年までゾーリンゲンのギムナジウム・シュヴェルトシュトラーセで美術教師を務め、後のドイツ大統領ヴァルター・シャイールも彼の教え子の一人であった。この間、地元の成人教育センターで美術史に関する講義を100回以上行った。さらに彼はゾーリンゲンのツヴィリング工場から全作業工程の製図化を依頼された。ブリュニングの非常事態令により、教職を退くことになる。この頃、エルナ・ハイネン夫妻の芸術家・文学サロンを定期的に訪れ、そこから生涯の友好関係を築く。ハイネン家の娘ベッティーナ・ハイネン–アイエヒ（1937-2020）は、彼の最も重要な画家の弟子となった。

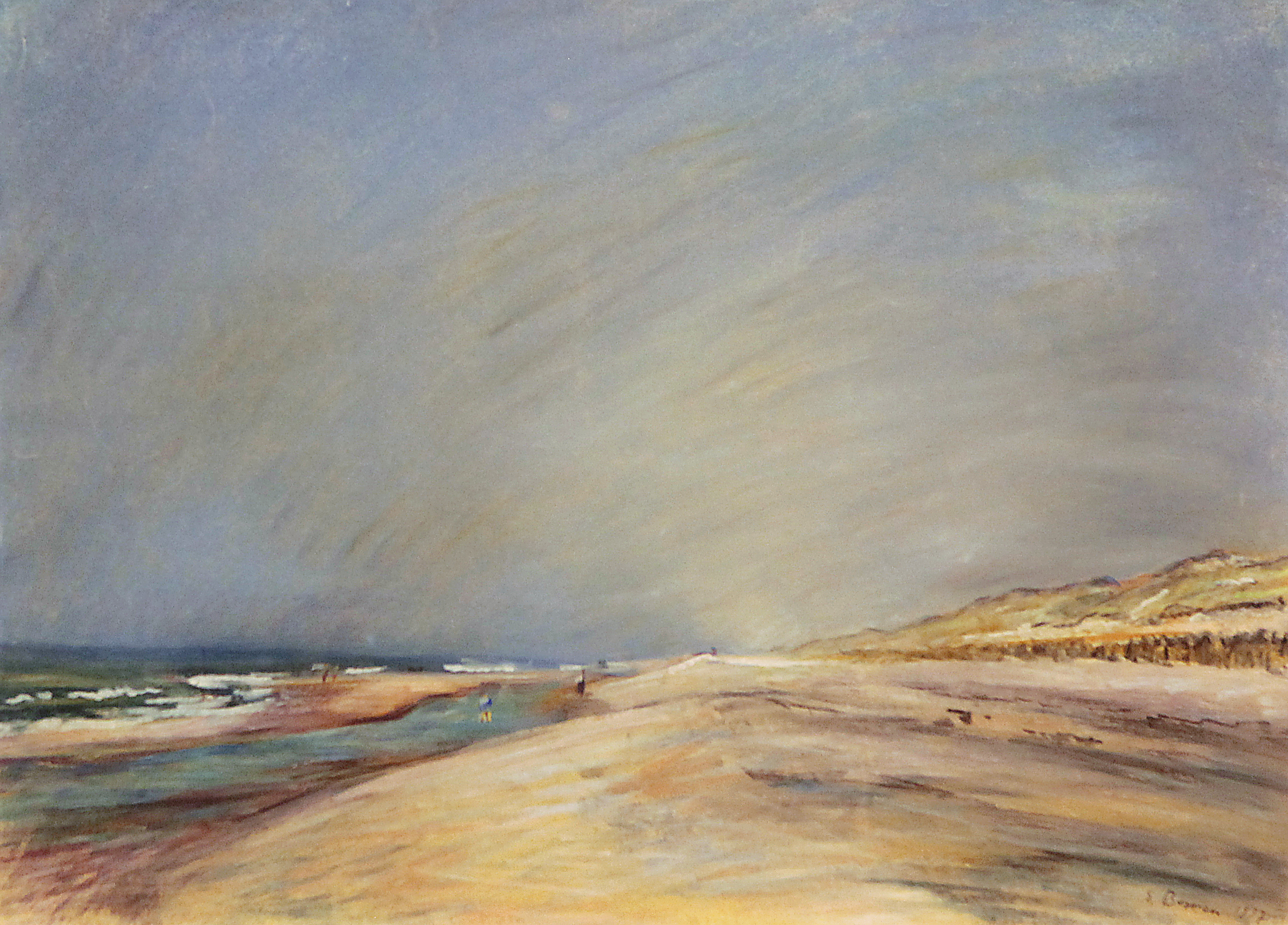
エグモント　アーン　ツェー　海辺のエグモント (1937)

1932年から1942年の間ボーヴィンは独立した画家としてエグモンド・アーン・デン・ヘーフ（北オランダ）で暮らした。彼の住居はかつて哲学者ルネ・デカルトの住んだ家であった。教職を解雇されてから、彼はレンブラントの展覧会を訪ねるためアムステルダムへ向かった。そしてそのままオランダに留まった。そこでの彼の重要な絵の生徒はディルク・オウデスだった。1934年ボヴィーンは北アフリカへの旅を企てた。リビア、チュニジア、アルジェリアそしてモロッコを巡る大旅行で旅の財源は同行した材木卸業者であった。旅費を負担する代償に、彼はボヴィーンが旅の間に描き上げた作品の半分を手に入れた。 しかし旅の過酷さが祟りその後ボヴィーンは長く苦しむことになった。風景画の他に、ボヴィーンは裕福なオランダ人の肖像画や家族の肖像を数多く描いた。ホールンのヴェストフリージッシュ美術館はボヴィーンの作品を購入した。 その他の絵画は寄贈によりアムステルダム国立美術館、デン・ハーグのロイヤルハウスアーカイブス、アルクマールの郷土アーカイブ、そしてショールの教区の所蔵となった。
ナチスの台頭「権力掌握」が、ドイツへ戻らなかった理由だということを、ボヴィーンは自伝で、ただこう暗示している。ー政治は日々「新たな苦痛」をもたらす。「そのため当時の私の絵は叫びから生まれたものだ。海は私にとって荒れ過ぎることなく、雲は不吉過ぎることはなかった」ドイツ軍のオランダ占領後、ボヴィーンは3日間アルクマールに拘留された。政況から収入の道を断たれた彼は、止む無く重い心でドイツに戻った。彼は３５点の作品をデン・ハーグの画商の庇護のもとに残したが、それらの行方は不明のままである 。彼はひとまず最初の半年間、ゾーリンゲンのハイネン家に身を寄せた。そこで1942年冬彼は街の風景を一連の水彩画で描いた。これらは1944年11月破壊され瓦礫と化した街を描いた最後の作品シリーズとなった。
続くボヴィーンの滞在地はアウグスブルクだった。第二次世界大戦中のことで木枠もキャンバスも買うことができなかった。そこで彼は思い付き、至る所で売られていた総統の肖像やナチスのプロパガンダの絵を買い、塗り潰し新たな下地の上にアウグスブルクの街の風景を描いた。絵はよく売れたが密告され、1943年彼の作品はアウグスブルクで帝国文化部会の指示によりゲシュタポに押収された。３０点以上の作品が戦禍で破棄された。有効な身分証明書、特に兵役手帳を持たずに彼はアルゴイ地方のクロイツタール-アイゼンバッハ（現在イシュニーの市区）に逃亡した。そこで彼の戦争の記録Les heures perdus du Matin（失われた朝の時間）が創作された。また彼はそこで逃亡したフランス人捕虜を助け匿った。
戦後エルヴィン・ボヴィーンはゾーリンゲンに戻り、1950年以降故郷のヴァイル・アム・ラインと行き来しながらそこで暮らした。さらに画業の旅は続き、ドイツ国内、スイス、南スウェーデン、ノルウェー（そこでアルステン島に『ベッティーナ・ボー』と名付けたヒュッテを購入）、パリ、アルジェリア（ベッティーナ・ハイネン~アイエヒを訪問）、フィンランド、南仏、を訪れた。彼は1970年７月28日インケン・ストローマイヤー（旧姓フォークト）と結婚した。1972年12月3日エルヴィン・ボヴィーンはヴァイル・アム・ラインで亡くなり、その地に埋葬された。 彼の墓地はヴァイル・アム・ライン市の名誉墓所として保存維持されている。画家の絵画はノルトライン–ウェストファーレン州文化省、フースムのノルトフリースラント美術館（ニッセンハウス）、レーラッハのドライレンダー美術館（元ブルクホーフ博物館）、シュプリンゲの郷土博物館
、ハノーファー・ミュンデン市美術コレクション、ゾーリンゲンとヴァイル・アム・ラインに買い上げられた。
1976年10月20日、ゾーリンゲンの刃物博物館内に財団エルヴィン・ボヴィーン友の会が結成された。

## 展覧会
- 1917年　ヌーシャテル  (ノイエンブルク), スイス。「金の薔薇」画廊にて展覧会。[13]
- 1927 年　ドイツ、ゾーリンゲン。ゾーリンゲン ・カジノ協会ホールにて第１回展覧会。[8]
- 1928年　ドイツ、ゾーリンゲン。ゾーリンゲン ・カジノ協会ホールにて第２回展覧会。[8]
- 1929年　ドイツ、ゾーリンゲン。ゾーリンゲン ・カジノ協会ホールにて第３回展覧。[13]
- 1933ー1941年　オランダ：フールン、エグモント、ゴリンヒェン、ショール、デン・ハーグにて展覧会。[13]
- 1947ー1959年　ドイツ、ゾーリンゲン。ドイツ刃物博物館にて「ベルギッシュ美術展」へ出品。[8]
- 1951年　ドイツ、フースム。ノルトフリースラント美術館（ニッセンハウス）にて展覧会 。[13]
- 1954年　スイス、ベルン。 「ハウス・デア・インネレン・エンゲ」画廊にて展覧会。(5月2日-31日). 開会の辞：E.M. ファレット　フォン　カステルベルク博士。[13]
- 1957年　ドイツ、フースム 。ノルトフリースラント美術館（ニッセンハウス）にて展覧会 。美術館買い上げ。[8]
- 1957年　デンマーク、コペンハーゲン。ドイツクラブにて展覧会。開会の辞：  ドイツ大使館文化担当官   オーバーマイヤー博士。[8]
- 1958 年　ドイツ、ゾーリンゲン。「ノイエン・ラインツァイトゥング」新聞社会場にて展覧会。[8]
- 1958年　ドイツ、ハノーファーシュ・ミュンデン。郷土美術館の再開を記念にヴェルフェン城にて展覧会。[8]
- 1958年　デンマーク、コペンハーゲン。ドイツクラブにて第２回展覧会。[8]
- 1960年　ドイツ、ゾーリンゲン。1月 17日-2月28日、ドイツ刃物博物館にてエルヴィン・ボヴィーン６０歳記念回顧展。
- 1962 年　スイス、ベルン。シュナイダー画廊にて展覧会。[8]
- 1964年　フランス、パリ。ギャラリー・デュカンにて展覧会（10月2-16日）。[8]
- 1965年　スイス、アウ｜サンクト・ガレン 「ツォル・シュトラーセ」画廊にて展覧会（4月24日-5月2日）。[8]
- 1967年　ドイツ、ヴァイル・アム・ライン  成人教育会館にて展覧会。（9月23日-10月9日）レーラッハのブルグホフ美術館及びヴァイル・アム・ライン市により多数の作品買い上げ。[8]
- 1968年　ドイツ、ブライスガウ地方フライブルク。市庁舎にて展覧会(４~5月)。[8]
- 1968年　ドイツ、バード・ゼッキンゲン。トロンペーター城にて展覧会。(12月１−22日)　ホッホライン 芸術協会主催。[8]
- 1969年　ドイツ、ブライスガウ地方フライブルク。造形美術家協会主催 ボヴィーン７０歳記念展覧会。[8]
- 1970年　ドイツ、ゾーリンゲン。ドイツ刃物博物館にて展覧会。
- 1971年　ドイツ、ヴァイル・アム・ライン。成人教育会館にて展覧会。[8]
- 1973年　ドイツ、シュプリンゲン｜ダイスター 　郷土博物館にて遺作展（1973年8月25日-9月30日）。[8]
- 1974年　ドイツ、ヴァイル・アム・ライン。遺作展 。ボヴィーンの家にて展覧会（1974年1月２~14日）。[8]
- 1974年　モロッコ、ラバート。 ゲーテ・インスティトゥートにて遺作展。 (1974年12月1~14日). 開会の辞：ドイツ大使ヘンドゥス博士。[8]
- 1975年 ドイツ、ヴァイル・アム・ライン。成人教育会館にて遺作展 (1974年5月3~11日)。[8]
- 1975年　ドイツ、ゾーリンゲン。ドイツ刃物博物館にて遺作展(1975年5月15日ー７月13日)。[8]
- 1976 年　ドイツ、グラードベック（ボッツロップ市）水城ヴィットリンゲンにて遺作展  (３月１４日~４月２５日)。[8]
- 1977年　スイス、ベルン。ギャラリー・ダルト・ミュンスターにて遺作展。(1月25日~2月15日)。[8]
- 1977年　アルジェリア、アルジェ。ギャラリー「モハメド・ラシム」にて遺作展 (11月15~26日）。[8]
- 1978年　ドイツ、ブーフシュラーク　ドライアイヒ。市民ホールにて遺作展 (1978年9月6-17日)。[8]
- 1980年　ドイツ、レムシャイド。市立郷土博物館レムシャイド-ハステンにて遺作展（1980年7月6日~8月24日）。[8]
- 1982年　ドイツ、ゾーリンゲン。ドイツ刃物博物館にて遺作展（1982年９月11日～26日）テーマ：ベルギッシェス・ランド。[8]
- 1984年　ドイツ、ヴァイル・アム・ライン。 市立ギャラリーシュタップレフスにて遺作展  (1984年3月15日-4月8日）。[8]
- 1984年　ドイツ、ゾーリンゲン。ドイツ刃物博物館（1984年8月19日-10月7日）テーマ：描かれたライン川ー源泉から河口までー。[8]
- 1985年　アルジェリア、アルジェ。ゲーテ・インスティトゥートにて遺作展 (11月19～30日)。[8]
- 1986年　ドイツ、ゾーリンゲン。 シュタットシュパルカッセ銀行にて遺作展（9月16日ー１０月16日）テーマ：オランダ。[8]
- 1986年　ドイツ、ヴァイル・アム・ライン。シュパルカッセ銀行マルクトグレーフラー・ラントにて展覧会(11月10日ー12月2日)。
- 1988年　ドイツ、ヴァイル・アム・ライン。シュパルカッセ銀行マルクトグレーフラー・ラントにて遺作展(8月23日ー９月１６日)。テーマ：「トライレンダー・エッケ＝三つの国の出会う場所」。[8]
- 1988年　ドイツ、レムシャイド。 シアターギャラリーにて遺作展(9月11日-10月23日)。[8]
- 1991年　ドイツ、ゾーリンゲン。シュタットシュパルカッセ銀行ゾーリンゲンにて遺作展(9月10日ー10月4日) テーマ: 「ゾーリンゲン市民の肖像とポートレート」。[8]
- 1996年　ドイツ、ゾーリンゲン。ヴッパー河畔ブルグ城のベルギッシュ博物館にて遺作展(9月22日ー10月20日)。[8]
- 1999年　ドイツ、ゾーリンゲン。バーデン博物館にて遺作展(10月3日11月15日。[8]
- 1999年　ドイツ、ヴァイル・アム・ライン。市立ギャラリー・シュタップレフスにて遺作展(1999年11月20日-12月19日)。[8]
- 2006年 ドイツ、ゾーリンゲン。リベラル画廊にて遺作展（8月26日－10月6日）。[14]
- 2012–2013年　ドイツ、イシュニー、アイゼンバッハ。ハウス・タンネにて展覧会。 テーマ: 『クロイツタール｜アイゼンバッハのエルヴィン・ボヴィーン』。[14]
- 2013–2014年 ドイツ、ヴァイル・アム・ライン。期間2013年10月13日ー2014年7月27日。リンデンプラッツ美術館にて画家の長期回顧展開催。[15][16]
- 2014年 ドイツ、ゾーリンゲン。ゾーリンゲン美術館にて回顧展 （2014年8月10日–9月14日）。[14].
- 2015年　ドイツ、ゲオルクスマリエンヒュッテ。回顧展ヴィラ・スターマー美術館にて回顧展（2015年10月14日ー11月15日）。[14]

## 作品
- 『魂と世界の間の美しい戯れー画業我が人生』（自伝）ベッティーナ・ハイネン-アイエヒ及び財団エルヴィン・ボヴィーン友の会編集。ゾーリンゲン、1995年発行，ISBN 3-88234-101-7.
- 『失われた朝の時間、ある画家の日記、バイエルン・アルプスにて1944－1945年』発行人ベルナルド・ツィンマーマン。ラルマタン出版　パリ、2000年 ISBN 2-7475-0040-3.

## 文献
- ハンスヤコブ・ドレジア：エルヴィン　ヨハンネス・ボヴィーン『作品への序論』ゾーリンゲン、日付無記載.[8]
- 無記名：　エルヴィン・J・ボヴィーン６０歳記念展カタログ。1960年1月17日ー2月28日開催。ドイツ刃物博物館，ゾーリンゲン。[17]
- ハンス-カール　ペシュ：エルヴィン・ボヴィーン 。 ベッティーナ・ハイネン－アイエヒ｜財団エルヴィン・ボヴィーン友の会編　初版1981年ゾーリンゲン。[8]
- W.F.ケーマン: 『エルヴィン・ボヴィーンをめぐる人々』シャルケス誌掲載 1981年５号ベルゲン。
- ハンス－カール・ペシュ: 『エルヴィン・ボヴィーンの生涯、人物、作品』 (1899 1899年ミュールハイム｜ルール– 1972年ヴァイル・アム・ライン ）ゾーリンゲン、１９８６年発行。[8]
- A. ディーツ：エルヴィン・ボヴィーン｜パステルの巨匠。 1986年マルクトグレーフラーランド誌掲載200頁～。[18]
- ダイアナ・ミリーズ：『エルヴィン・ボヴィーンとゾーリンガー市民の肖像とポートレート 』ゾーリンゲン1991年発行。[8]
- バイエルン放送ドキュメンタリー『画家ボヴィーン、世界の涯で』2012年5月6日、日曜日放送。[19][20]
- ルディー・ホルツベルガー：『魅惑のアーデルエック-アルゴイの隠れ家｜クロイツタールのエルヴィン・ボヴィーン』アーデルエック出版。アイゼンバッハ2013年ISBN 978-3-00-042789-3. ISBN 978-3-00-042789-3。
- ベッティーナ・ハイネン－アイエヒ編：エルヴィン・ボヴィーン1899–1972 作品目録（独・仏語）U-Form出版,ゾーリンゲン1999, ISBN 3-88234-103-3。
- 社団法人美術館サークル及びヴァイル・アム・ライム市立リンデンプラッツ美術館編: 『魂と世界の間でーエルヴィン・ボヴィーン』展パンフレット。2013年10月13日ー2014年7月27日ヴァイル・アム・ライン市立リンデンプラッツ美術館にて開催。
- ズィッツェ・ファン・デア・ゼー：『私たちは生き延びたードイツ占領の最後の目撃者』プロメテウス出版，アムステルダム，2019年発行，ISBN 9789044638424。
- ペーター J.H. ファン・デン・ベルク 『エグモントの画家』W ブックス出版,  2021年発行, ISBN 978 94 625 83931。
- クラウディア・シェーニング-カレンダー：『エルヴィン・ボヴィーン＝芸術村の住人、画業の旅人、そして時代の記録者 』アート・プロフィール美術マガジン。2022年146号、２８－３１頁掲載。
- クリスティーナ・シュトレックフス：『芸術村そして時代の証人ーゾーリンゲンの「黒い家」』アート・プロフィール美術マガジン。2022年14８号、４８－５３頁掲載。

## 美術館、アーカイブ、公開コレクション
芸術家エルヴィン・ボヴィーンの絵画作品と原稿は各地の美術博物館に、アーカイブ、公開コレクションは欧州の国々各所に保管されている。オランダでは絵画作品はアムステルダムのリジクス美術館、デン・ハーグのロイヤル・ハウス・アーカイブス、ホールンのウェスト・フリース博物館、エグモント•アーン・ゼーのファン・エグモント美術館が所蔵する。アーカイブはアルクマールの郷土資料館、デン・ハーグのRKDオランダ美術史研究所に保管されている。ドイツでは画家の絵画作品はノルトライン-ウェストファーレン州美術コレクション、ゾーリンゲン美術館、ヴァイル・アム・ライン市美術コレクション、フースムのニッセンハウス・ノルトフリースラント美術館、レーラッハのドライレンダー美術館（元ブルクホーフ博物館）、シュプリンゲン｜ダイスターの郡郷土博物館、ミュンデンのハン市美術コレクション、そしてゾーリンゲンのシュタットシュパルカッセ銀行美術コレクションが所蔵。アーカイブはゾーリンゲン市立資料館、デュッセルドルフ-ハインリッヒ・ハイネ研究所が保管している。ノルウェーではアルスタハウグ（アルスタハウグ自治体）が画家の作品の一大コレクションを所有する。スイスでは公文書資料がチューリッヒのSIK-ISEA＝スイス古典及び現代美術研究所で保管されている。

## フィルム、放送劇
- 1992年　ハッセン・ブウアデッラ：『ベッティーナ・ハイネン-アイエヒ –エルヴィン・ボヴィーン への手紙』映画，ゾーリンゲン及びアルジェ，1992年。フランス語版タイトル 『 Bettina Heinen-Ayech – Lettre à Erwin Bowien』当作品はモントリオール映画フェスティバルで公式セレクションに記録された。[25]
- 2010年　ゲオルク・バイエレ 『記憶の芸術』ー「スペッサートの森からカールべヴェンデル山地まで」 バイエルン放送局、定期番組内で放送。[25]
- 2011年　ゲオルク・バイエレ 『アルゴイ山地の牧歌的生活– 逃避の地、クロイツタール』1944年, 「バイエルンの時間」枠内放送。53分。第一回放送2011年12月11日。[25]
- 2015年　ルディ・ホルツベルガー＆ゲオルク・バイエレ：『アルゴイの隠れ家ー記憶の芸術。クロイツタールのエルヴィン・ボヴィーン』放送時間５３分。バイエレ-キュンプフェル-ホルツベルガー 財団。上映2015年10月21日　ミュンヘン・マキシム映画館。[25]

## 典拠、脚注
1. ↑  Erwin Bowien (1995). Das schöne Spiel zwischen Geist und Welt. Mein Malerleben.. U-Form Verlag. pp. 24,25 und 72.. ISBN 3-88234-101-7
2. ↑  Erwin Bowien (1995). Das schöne Spiel zwischen Geist und Welt. Mein Malerleben.. U-Form Verlag. pp. 22-23. ISBN 3-88234-101-7
3. 1 2  Bettina Heinen-Ayech und Ulrike Friedrichs (1999). Erwin Bowien (1899-1972). Werkverzeichnis - Catalogue Raisonné - Werkoverzicht.. U-Form Verlag. pp. 18. ISBN 388234-103-3
4. ↑  Barbara u. Detlef Rahlf: Erwin Bowien Vita I. In: erwin-bowien.de. 10. Oktober 2008, abgerufen am 3. November 2018.
5. 1 2 3  Barbara & Detlef Rahlf, München (10 October 2008). “Erwin Bowien Vita II”. erwin-bowien.de. 2018年11月19日閲覧.
6. ↑  Bowien: Das schöne Spiel zwischen Geist und Welt. S. 47f.
7. ↑  Bowien: Das schöne Spiel zwischen Geist und Welt. S. 52.
8. 1 2 3 4 5 6 7 8 9 10 11 12 13 14 15 16 17 18 19 20 21 22 23 24 25 26 27 28 29 30 31 32 33 34 35 36 37 38 39 40 41 42 43 44 45 46 47 48 49 50 51 52 53  Bettina Heinen-Ayech und Ulrike Friedrichs (1999). Erwin Bowien (1899-1972) Werkverzeichnis-Catalogue Raisonné-Werkoverzicht (1 ed.). U-Form-Verlag Solingen. pp. 21-26. ISBN 3-88234-103-3
9. ↑  Bowien: Das schöne Spiel zwischen Geist und Welt. S. 52f.
10. ↑  Bowien: Das schöne Spiel zwischen Geist und Welt. S. 62.
11. ↑  Bowien: Das schöne Spiel zwischen Geist und Welt. S. 67.
12. ↑  Barbara & Detlef Rahlf, München: Erwin Bowien III. In: erwin-bowien.de. 2008年10月10日,  2018年11月19日閲覧。
13. 1 2 3 4 5  Hans-Karl Pesch (1981). Erwin Bowien (1 ed.). pp. 30
14. 1 2 3 4  Dr. Haroun Ayech: Retrospektiven. In: Erwin Johannes Bowien (1899-1972). Dr. Haroun Ayech，2020年、2020年5月1日閲覧（独語）。
15. ↑  Michael Tesch: Solingen: Ein Maler zwischen Geist und Welt. In: rp-online.de.  2013年8月20日。2018年11月3日 閲覧。
16. ↑  Erwin Bowien-Retrospektive präsentiert viele noch nie gezeigte Bilder. In: Badische Zeitung. 2018年11月3日閲覧。
17. ↑  Bettina Heinen-Ayech und Ulrike Friedrichs (2000). Erwin Bowien (1899-1972) Werkverzeichnis-Catalogue Raisonné-Werkoverzicht (1 ed.). U - Form - Verlag Solingen. pp. 26
18. ↑  Hans Hofstätter und Berthold Hänel (2000). Die Maler des Markgräflerlandes. Schillinger Verlag. pp. 78
19. ↑  Mitteilungen des Freundeskreises Erwin Bowien e.V. 報告2010年12月 (追悼2014年3月20日インターネット・アーカイブ )
20. ↑  Bayerischer Rundfunk dreht im Kreuzthal einen Film schwaebische.de 11. Oktober 2012.
21. 1 2 3 4 5 6 7 8 9 10 11  Bettina Heinen-Ayech (Hrsg.): Erwin Bowien 1899–1972 Werkverzeichnis – Catalogue Raisonné-Werkoverzicht. Verlag U-Form, Solingen 1999, ISBN 3-88234-103-3.
22. 1 2 3 4 5 6 7  Hans-Karl Pesch: Erwin Bowien. Hrsg.: Bettina Heinen-Ayech und der Freundeskreis Erwin Bowien. e.V. 1. Auflage. Solingen 1981
23. ↑  Peter J.H. van den Berg. De schilders van Egmond. W Books, Zwolle 2021, ISBN 978 94 625 83931
24. ↑  Diana Millies: Erwin Bowien, Bildnisse und Portraits Solinger Bürger. Solingen, 1991
25. 1 2 3 4   Dr. Haroun Ayech: Filme, Audio. In: Erwin Johannes Bowien (1899-1972). Dr. Haroun Ayech,  2020年5月1日閲覧（独語）。